# Бьюфорд Таннен
Эта статья посвящена одному из героев трилогии Назад в будущее
Бьюфорд «Бешеный Пёс» Таннен (англ. Buford «Mad Dog» Tannen) — персонаж трилогии «Назад в будущее». Таннен по кличке «Бешеный Пёс» родился в 1846 году. Он — прадед Биффа Таннена. Гроза жителей Хилл-Вэлли, бандит и убийца с дурным нравом. Бьюфорд убил «12 человек, не считая индейцев и китайцев». Точный учёт его жертв перестал вестись после того, как в 1884 году редактор местной газеты был убит им из-за нелестной статьи о Бьюфорде. Главный антагонист заключительного фильма.

## Убийство Дока
В период с 1 января по 1 сентября 1885 года, Таннен обратился к кузнецу Эмметту Брауну для того, чтобы он подковал его лошадь. Однако когда Таннен был на лошади, она потеряла подкову и Таннен разлил дорогой виски. С тех пор Бьюфорд считает, что кузнец должен ему 80 долларов - 5 долларов за виски, и 75 долларов за лошадь, которую ему пришлось пристрелить. Хотя это не совсем так, поскольку Таннен ни разу не заплатил Доку за работу.
Именно поэтому Таннен застрелил Дока в спину 7 сентября 1885 года. Увидев могилу Дока в 1955 году, Марти решает отправиться на Дикий Запад, чтоб забрать Дока домой. Однако своим появлением в 1885 году Марти меняет историю, и теперь Таннен собирается стреляться с Марти.
Вспомнив об уловке, которую он увидел в вестерне с Клинтом Иствудом, Марти побеждает Таннена, а затем того арестовывают за ограбление станции.

## Интересные факты
- В музее Биффа Таннена в альтернативной реальности 1985 года, играет документальный фильм о Биффе. Мельком показана фотография Бьюфорда Таннена — на снимке он выглядит иначе, хотя очевидно, что под гримом Томас Уилсон. Дело в том, что вторая и третья части снимались одновременно, и, как уверяют Земекис и Гейл, на момент съёмок этой сцены, создатели ещё не решили, как будет выглядеть Бешеный Пёс[1].
- Когда в 2015 году Марти заходит в ностальгическое кафе «80-е», он видит детей за игровым автоматом, главного злодея которого зовут Бешеный Пёс[1].
- Изначально Бьюфорд Таннен должен был застрелить маршала Стрикленда в спину, за что Таннена должны были арестовать. Это не соответствовало атмосфере фильма, и в итоге сцена убийства была вырезана, а эпизод ареста был переснят[2].

## О персонаже
Актёр Том Уилсон, исполнявший роль Бьюфорда, говорил, что вдохновлялся работой Ли Марвина в роли Либерти Вэлланса из фильма «Человек, который застрелил Либерти Вэлланса» (1962). Своего персонажа Уилсон описывал так: «Если вы думаете, что Бифф был плохим, то этот парень ужасен. Этот парень проснулся не с той ноги».
Том Уилсон о Бьюфорде: Он олицетворение зла в городке Хилл-Вэлли, штат Калифорния! Просто представьте себе Биффа с оружием — не совсем приятная картина!
Майкл Джей Фокс о Таннене: «Бьюфорд — воплощение всех самых злобных замыслов Биффа! Это Дикий запад и Бьюфорд спокойно делает то, о чём Бифф только мечтает! Бьюфорд может застрелить человека — он настоящий злодей!».